# Hồ Strusta
Hồ Strusta (tiếng Belarus: Стру́ста; tiếng Litva: Strustas) là một hồ nước ngọt ở quận Braslaw thuộc vùng Vitebsk, Belarus. Đây là hồ lớn thứ ba trong số các hồ Braslaw và lớn thứ mười sáu ở đất nước Belarus.
Hồ Strusta được nuôi dưỡng bởi một số con suối chạy từ hồ Snudy, Balojsa và Yelno và được rút ra bởi một dòng sông nhỏ chảy vào Vojsa. Nơi đây có khoảng 22 loài cá được biết đến, bao gồm cả cá hồi trắng châu Âu.
Diện tích hồ là 13 km vuông. Độ sâu tối đa là 23 mét. Bờ hồ chủ yếu là cát và đầm lầy, với những bụi cây rậm rạp. Có rất nhiều vịnh nhỏ và cửa hàng dọc theo bờ hồ.